# Ludwig Granier
Ludwig Friedrich Theodor Granier (auch Louis Frédéric Théodore Granier; * 11. Juli 1808 in Treptow/Rega; † 3. März 1857 in Frankfurt (Oder)) war ein deutscher Richter und Politiker.
Granier war der Sohn des königlichen Kriegszahlmeisters Louis Guillaume Granier und dessen Ehefrau Catharnine Agnes Sergel. Er war evangelisch-reformiert und mit einer geborenen Tirpitz verheiratet.
Granier studierte Rechtswissenschaften und war ab 1838 Assessor am Oberlandesgericht Glogau und 1839 in Fraustadt. Dort war er später Kriminalrichter und ab 1843 Justizrat. 1846 wurde er Landes- und Stadtgerichtsdirektor in Grünberg.
1850 war er Mitglied des Volkshauses des Erfurter Unionsparlaments. Von 1852 bis 1857 war er Mitglied der 2. Preußischen Kammer.